# Vrijwillig Vrouwen Hulpkorps
Het (Vrijwillig) Vrouwen Hulpkorps (VVHK), beter bekend als VHK was van 1943 tot en met 1950 de vrouwenafdeling binnen de Koninklijke Landmacht van de Nederlandse krijgsmacht. Het VHK was de voorloper van de MILVA.
In totaal dienden ruim 1.000 vrouwen bij het VHK. Hun diensttijd varieerde tussen zes maanden en drie jaar.

## Geschiedenis
Het VVHK werd op 20 december 1943 door het Londense Comité van het Nederlandse Rode Kruis opgericht op voorstel van het Ministerie van Oorlog. Om hiervoor vrouwen te vinden werd in de zomer van 1943 een advertentie geplaatst in Vrij Nederland. Ongeveer 270 vrouwen van verschillende nationaliteiten reageerden. Het Korps zou onder de Koninklijke Landmacht vallen, hoewel het Korps in het begin geen militaire status kreeg. Doel van het Korps was om ongewapende humanitaire hulp te verlenen. De korpsleden droegen in de beginperiode het Engelse Rode Kruis-uniform, dat bestond uit een donkerblauwe rok, een donkerblauw jasje, een wit overhemd en een zwarte das. Ze droegen zwarte kousen en schoenen. Op hun baret was een Rode-Kruis embleem. Nadat in 1944 de naam werd veranderd in Vrouwen Hulpkorps (VHK) droegen de vrouwen een kakikleurig uniform, zoals dit werd gedragen door de Britse vrouwelijke militairen van de A.T.S. (Auxiliary Territorial Service).
Na de landing in Normandië werd het Vrouwen Hulpkorps gemilitariseerd zodat zij achter de troepen in België, Brabant en Zeeland aan konden optrekken. Zes Engelandvaarders sloten zich hierbij aan: Ellis Brandon, Els van Dien-Hendrix, Martha van Esso-Polak, Elly Nauta-Moret,  Rie Knapper en Emmy Rutten-Broekman, die deel uitmaakte van de staf. Op 13 november 1944 staken vijf vrouwen over naar Oostende om geëvacueerde kinderen te helpen. Rie Knapper was naar de Verenigde Staten gestuurd om Nederlanders voor de VHK te werven.
In 1944 kreeg de marine een eigen hulpkorps, de MARVA en het KNIL kreeg het Vrouwenkorps-KNIL (VK-KNIL), beiden waren vooral in Nederlands-Indië actief.